# Neochoerus
Neochoerus — викопний рід гризунів з родини кавієвих, тісно пов'язаний із живою капібарою. Викопні останки Neochoerus були знайдені в Північній Америці (Мексика та США) та Південній Америці в Бояці, Колумбія.